# Mistrzostwa Świata w Tenisie Stołowym 1997
44. Mistrzostwa świata w tenisie stołowym odbyły się w dniach 24 kwietnia–5 maja 1997 roku w Manchesterze. Zawody zostały zdominowane przez reprezentantów Chin, którzy zwyciężyli w większości konkurencji.

## Końcowa klasyfikacja medalowa
| Miejsce | Państwo          | Złoto | Srebro | Brąz | Razem |
| ------- | ---------------- | ----- | ------ | ---- | ----- |
| 1       | Chiny            | 6     | 3      | 7    | 16    |
| 2       | Szwecja          | 1     | 1      | 0    | 2     |
| 3       | Francja          | 0     | 1      | 0    | 1     |
| 3       | Korea Północna   | 0     | 1      | 0    | 1     |
| 3       | Białoruś         | 0     | 1      | 0    | 1     |
| 6       | Niemcy           | 0     | 0      | 1    | 1     |
| 6       | Japonia          | 0     | 0      | 1    | 1     |
| 6       | Korea Południowa | 0     | 0      | 1    | 1     |
| 6       | Hongkong         | 0     | 0      | 1    | 1     |
| 6       | Chińskie Tajpej  | 0     | 0      | 1    | 1     |

## Medaliści
| Konkurencja:               | Złoto:                    | Srebro:                        | Brąz:                                                              |
| gra pojedyncza kobiet      | Deng Yaping               | Wang Nan                       | Li Ju Wu Na                                                        |
| gra pojedyncza mężczyzn    | Jan-Ove Waldner           | Uładzimir Samsonau             | Yan Sen Kong Linghui                                               |
| gra podwójna kobiet        | Deng Yaping Yang Ying     | Li Ju Wang Nan                 | Chai Po Wa Qiao Yunping Cheng Hongxia Wang Hui                     |
| gra podwójna mężczyzn      | Kong Linghui Liu Guoliang | Jörgen Persson Jan-Ove Waldner | Damien Eloi Jean Philippe-Gatien Koji Matsushita Hiroshi Shibutani |
| gra mieszana               | Liu Guoliang Wu Na        | Kong Linghui Deng Yaping       | Wang Liqin Wang Nan Chiang Peng-Iung Chen Jing                     |
| konkurs drużynowy mężczyzn | Chiny                     | Francja                        | Korea Południowa                                                   |
| konkurs drużynowy kobiet   | Chiny                     | Korea Północna                 | Niemcy                                                             |